# Чемпіонат Швеції з футболу 1896

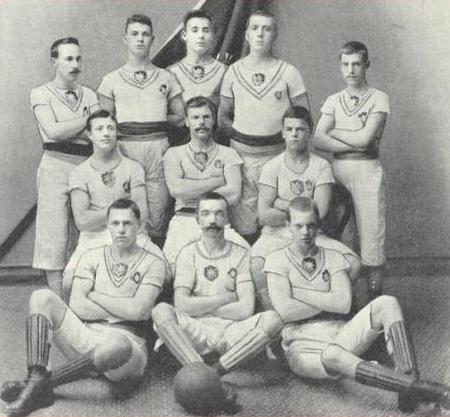
«Ергрюте» — перший чемпіон Швеції з футболу (1896)

Svenska Mästerskapet 1896 — перший чемпіонат Швеції з футболу. 
Чемпіоном Швеції став клуб «Ергрюте» ІС (Гетеборг).

## Фінал
8 серпня 1896 «Ергрюте» ІС (Гетеборг) — ІС «Ідроттенс Веннер» (Гетеборг) 3:0.